# هيو ديفور
هيو ديفور (بالإنجليزية: Hugh Devore)‏ هو لاعب كرة قدم أمريكية أمريكي، ولد في 25 نوفمبر 1910 في نيوآرك في الولايات المتحدة، وتوفي في 8 ديسمبر 1992.